# Chrysops grandis
Chrysops grandis är en tvåvingeart som först beskrevs av Szilady 1922.  Chrysops grandis ingår i släktet Chrysops och familjen bromsar.
Artens utbredningsområde är Taiwan. Inga underarter finns listade i Catalogue of Life.